# Estación Escriña
Estación Escriña es un paraje y centro rural de población con junta de gobierno de 4ª categoría de los distritos Pehuajó Norte y San Antonio del departamento Gualeguaychú, en la provincia de Entre Ríos, República Argentina, a 6 kilómetros de la ciudad de Urdinarrain. Lleva el nombre de su estación de ferrocarril perteneciente a la línea General Urquiza.

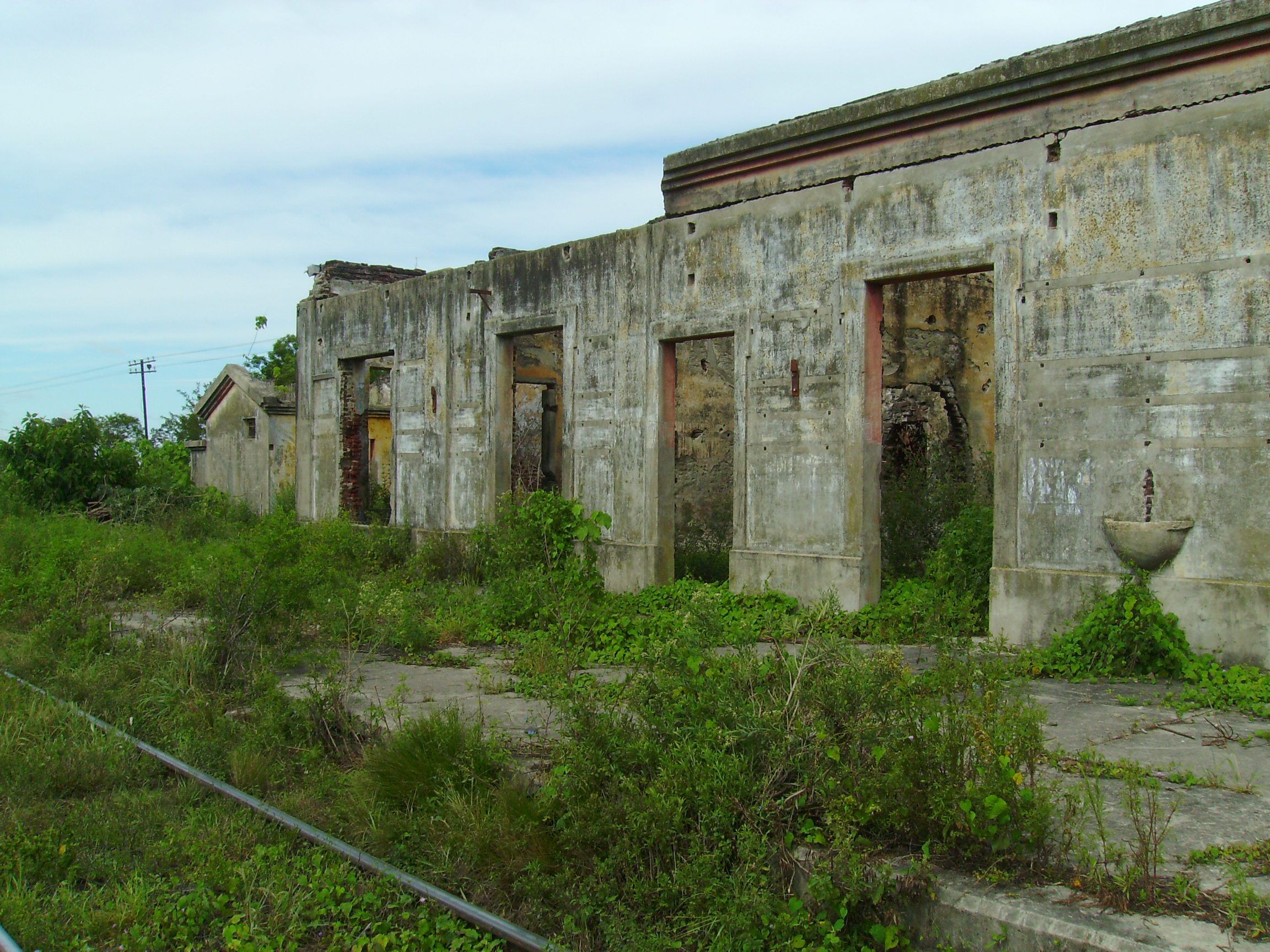
Aspecto actual de la estación.

No fue considerada localidad en los censos de 1991 y de 2001 por lo que la población fue censada como rural dispersa. La población de la jurisdicción de la junta de gobierno era de 189 habitantes en 2001.
La junta de gobierno fue creada por decreto 322/1986 MGJE del 12 de febrero de 1986 y sus límites jurisdiccionales fueron establecidos por decreto 2924/2002 MGJ del 19 de julio de 2002.